# Enigma-Ergänzungen
Zur Verbesserung der Bedienbarkeit und Handhabung der Schlüsselmaschine Enigma und auch zur Stärkung ihrer kryptographischen Sicherheit wurden im Laufe der Zeit einige Zusatzgeräte als Enigma-Ergänzungen geschaffen.

## Fernlesegerät

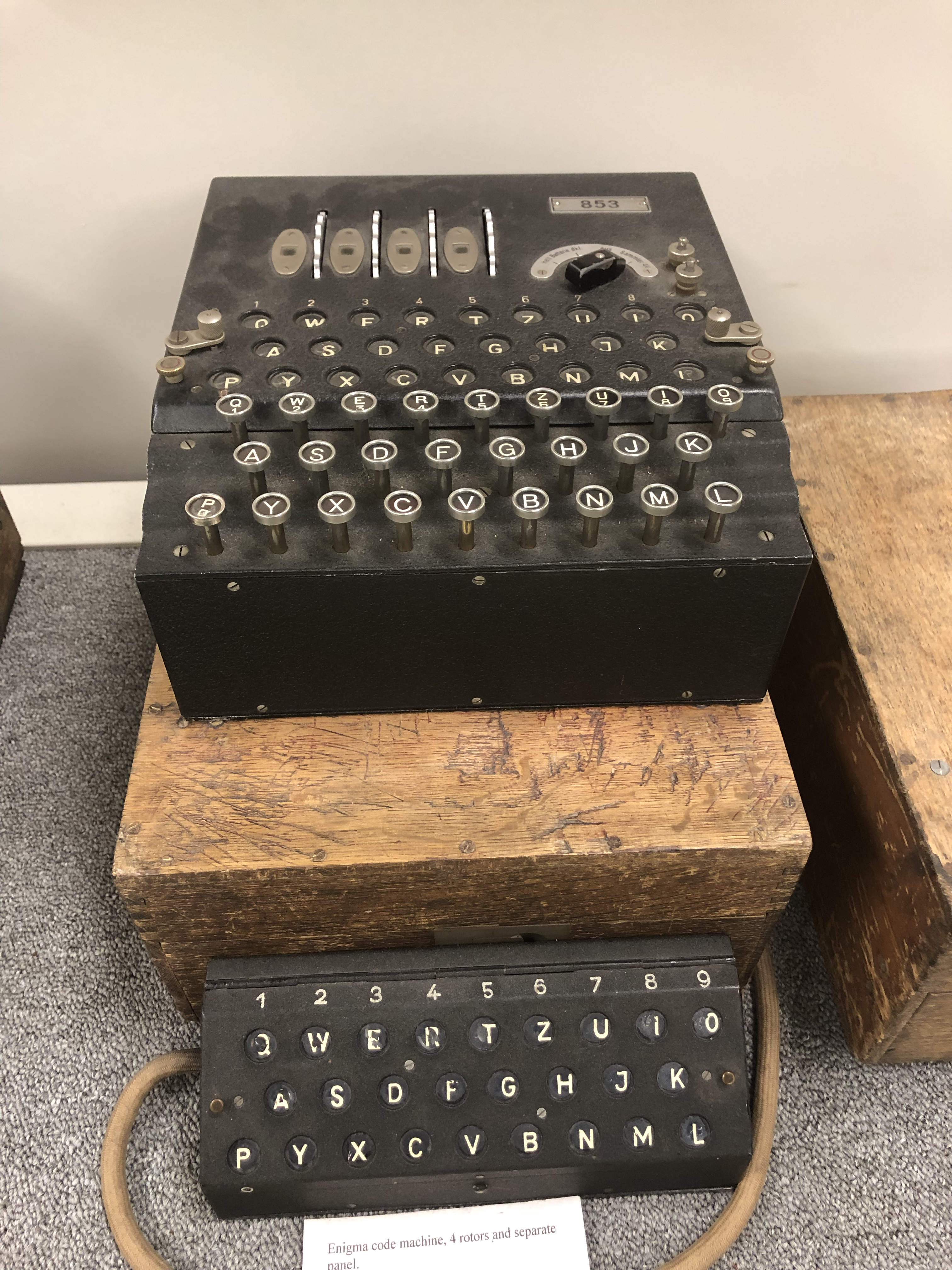
Fernlesegerät (unten) einer Enigma-K

Beim Fernlesegerät handelt es sich um ein separates Lampenfeld, das neben der Schlüsselmaschine angeordnet werden konnte. Das Anschlusskabel des Fernlesegeräts war lang genug (ca. 1,3 m), so dass es im Bedarfsfall einem Offizier ermöglicht wurde, die Nachricht im Klartext zu lesen, während ein einfacher Soldat, als Bediener der Enigma, den Geheimtext eingab und nicht sehen konnte, welche Lampen aufleuchteten.
Zum Anschluss des Fernlesegeräts mussten alle 26 Glühbirnchen aus dem Lampenfeld der Enigma herausgeschraubt werden. Der Kabelstecker des Fernlesegeräts wurde dann in die leeren Glühlampensockel gesteckt.

## Schreibmax

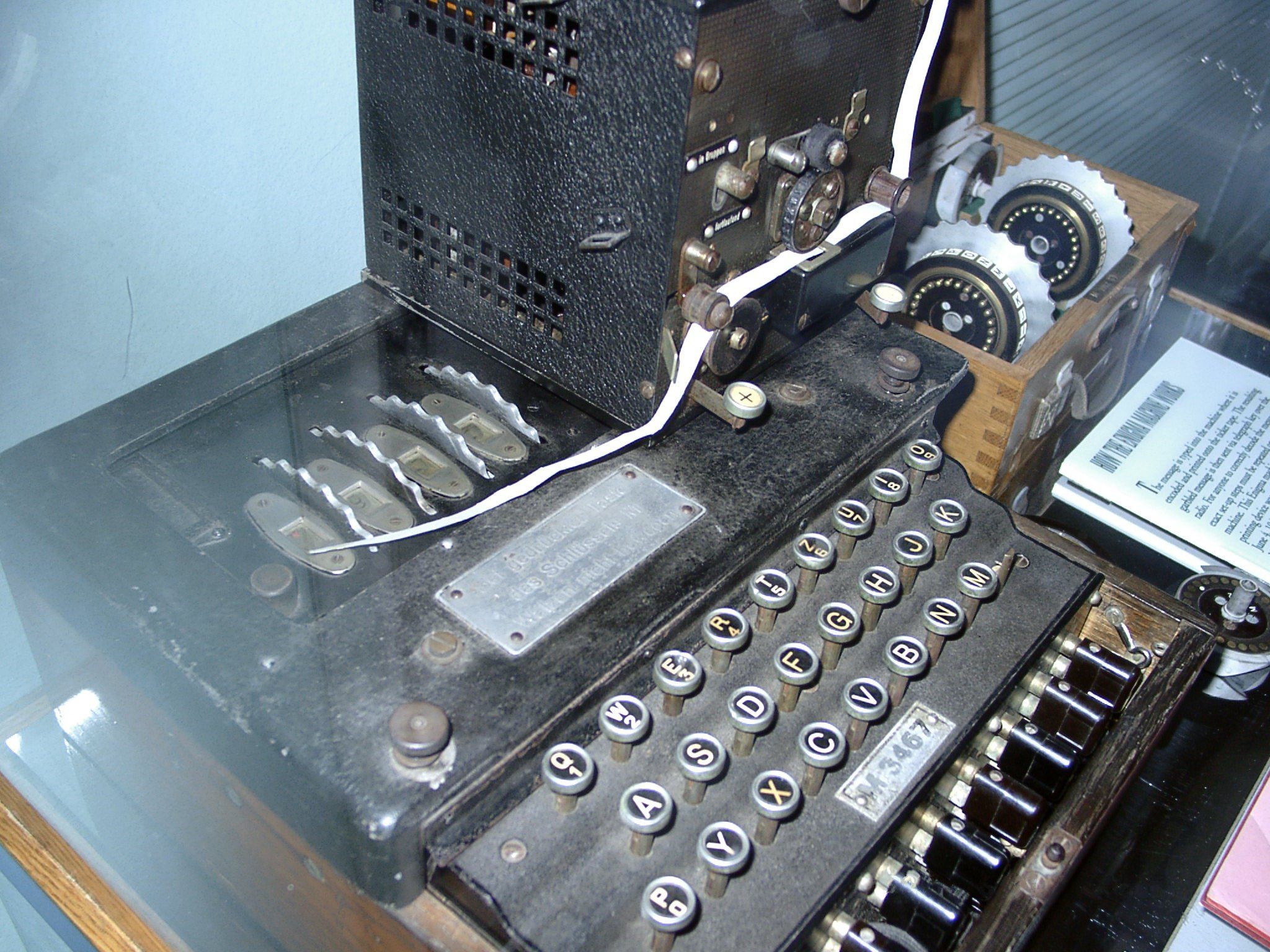
Diese aus dem deutschen U‑Boot U 505 erbeutete Enigma-M4 ist mit dem „Schreibmax“ versehen, wodurch das mühsame Ablesen der Buchstabenlampen entfiel. Gut zu sehen ist der schmale Papierstreifen, auf den die Buchstaben gedruckt wurden.

Der „Schreibmax“ (Marine Zusatz-Schreiber Enigma, MZSE) war ein elektromechanischer Einzeilen-Drucker, der speziell an die von den deutschen U‑Booten verwendete Enigma‑M4 angeschlossen werden konnte. Dadurch entfiel das mühsame Ablesen der Buchstabenlampen und fehlerträchtige Aufschreiben der einzelnen Buchstaben. Stattdessen wurde jeder einzelne Buchstabe nach der Ver- oder Entschlüsselung durch die Schlüsselmaschine automatisch mithilfe des Schreibmax auf einen 9 mm schmalen Papierstreifen gedruckt. Zusatzfunktionen war das Gruppieren der Zeichen in Gruppen und die Möglichkeit, +-Zeichen oder Leerzeichen einzufügen. 
Der Schreibmax wurde auf die Enigma gesetzt und ähnlich wie das Fernlesegerät über die Lampenfassungen angeschlossen. Zuvor mussten auch hier alle 26 Glühbirnchen aus dem Lampenfeld der Enigma herausgeschraubt werden, da die Kontakte vom Schreibmax verwendet wurden. Zur Entstörung verwendete 27 Stück 1‑µF-Kondensatoren wurden aus Platzgründen in ein größeres externes Netzteil (Marine Zusatz-Schreiber Stromversorgung, MZSS) ausgelagert, das mit einem 30-poligen Steckkabel mit dem Schreibmax verbunden wurde.

## Uhr

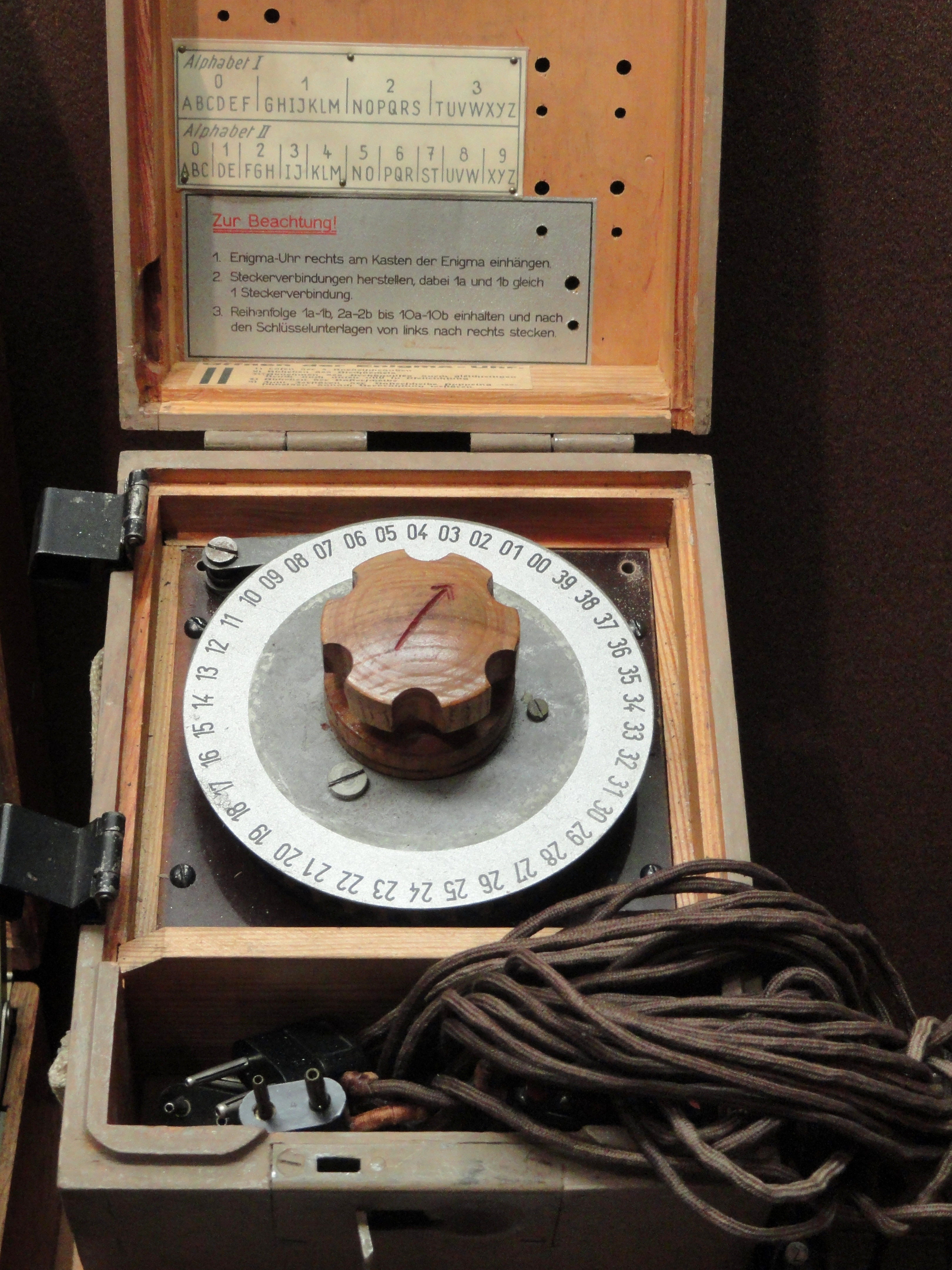
Die „Uhr“ diente zur kryptographischen Stärkung der Enigma

Die „Enigma-Uhr“ ist ein Zusatzgerät, das ab dem 10. Juli 1944 von der deutschen Luftwaffe zur kryptographischen Stärkung der Enigma eingeführt wurde. Sie bewirkt ähnlich wie das Steckerbrett der Enigma eine Vertauschung der Buchstaben vor und nach dem Durchlaufen des Walzensatzes der Schlüsselmaschine. Im Gegensatz zu diesem, das stets eine involutorische Permutation hervorruft, sind die durch die Uhr bewirkten Buchstabenpermutationen nichtinvolutorisch. Dies hat große kryptographische Vorteile und macht die Enigma mit Uhr wesentlich widerstandsfähiger gegen Entzifferungsangriffe als ohne Uhr. Allerdings wurde sie von der Luftwaffe – vermutlich aufgrund kriegsbedingter Produktionsengpässe – nur vereinzelt eingesetzt.
Die Uhr wurde mit Hilfe von zwanzig Kabelpaaren mit dem Steckerbrett der Enigma verbunden.